# エプレレノン
エプレレノン（Eplerenone）は選択的アルドステロン受容体拮抗作用を持つスピロラクトン系高血圧治療薬である。商品名セララ。慢性心不全の補助薬としても用いられる国がある。心筋梗塞後の心血管イベントのリスクを低下させる。エプレレノンはスピロノラクトンよりも鉱質コルチコイド受容体選択性が高く、性ホルモン受容体や糖質コルチコイド受容体への拮抗作用は小さい。そのためスピロノラクトンで見られていた女性化乳房、月経異常などがエプレレノンでは少ない。エプレレノンはカリウム保持性利尿薬であり、血中カリウムを低下させずに水分を排泄させる。
エプレレノンはファルマシア社が開発したが、2002年にファイザーが買収し、同社から販売されている。米国で販売承認されたのは2002年9月（高血圧）と2003年10月（心不全）、日本で製造販売承認されたのは2007年7月である。欧州でも承認されている。

## 効能・効果
日本で承認されている効能・効果は「高血圧症」、慢性心不全 である。

### 高血圧
エプレレノンは単剤または他薬との併用で高血圧治療に用いられる。軽度・中等度高血圧の患者417名の患者を対象にエプレレノンを8週間投与したところ、収縮期血圧と拡張期が共に用量依存的に低下した。エプレレノンの降圧効果はスピロノラクトン、エナラプリル、ロサルタン、アムロジピンよりも高いが、死亡率を低下させるか否かは判明していない。

### 心不全
エプレレノンは急性心筋梗塞後3〜14日の心不全および左心室不全患者の死亡リスク低下に他薬と共に用いられる。他系統の鉱質コルチコイド受容体拮抗薬に共通するカリウムおよびマグネシウムの枯渇を解消すべく、スピロラクトン構造が導入された。スピロノラクトンの代替薬としては最も高価である。NYHA分類I〜IVの患者6,632名を対象にエプレレノンを投与したEPHESUS臨床試験とNYHA分類IIIの患者1,663名にスピロノラクトンを投与したRALES臨床試験を比較した結果、エプレレノンの方がプロゲステロン、アンドロゲン、糖質コルチコイド様作用が弱く、効果の持続時間はスピロノラクトンの方が長いことが判明した。

## 禁忌
下記の患者には禁忌とされている。
- 高カリウム血症の患者、投与開始時に血清カリウム値が5.0mEq/Lを超えている患者、カリウム製剤、カリウム保持性利尿薬を投与中の患者
- 微量アルブミン尿または蛋白尿を伴う糖尿病患者、中等度以上の腎機能障害（クレアチニンクリアランス50mL/分未満）のある患者
- 重度の肝機能障害（Child-Pugh分類クラスCの肝硬変に相当）のある患者
- イトラコナゾール、リトナビル、ネルフィナビルを投与中の患者（英語の添付文書ではケトコナゾールも）
- 製剤成分に対し過敏症の既往歴のある患者

## 副作用
重大な副作用として、高カリウム血症(1.7%)が知られている。
副作用は体内の水分、ナトリウム、カリウムの変動によるものが多く、主に心臓および中枢神経系に発生する。臨床試験では副作用は26.7%に見られ、主なものは頭痛(6.1%)、眩暈(2.6%)、嘔気(1.9%)、高カリウム血症(1.7%)、疲労(1.6%)、 ALT(GPT)上昇(1.4%)、γ-GTP上昇(1.3%)、消化不良(1.2%)、AST(GOT)上昇(1.2%)、筋痙攣(1.0%)、高尿酸血症(1.0%)等であった。低血圧、眩暈、腎機能変化、クレアチニン上昇も発生する。女性化、女性化乳房、勃起不全、性欲減退、男性器萎縮などの性機能に関する副作用がスピロノラクトンよりも少ない のは、構造上、プロゲステロンとの類似性がより低く、プロゲステロン作用・抗アンドロゲン作用が弱いことによる。これらの薬剤を考える際には、アルドステロンの非ゲノム効果を様々に変化させることに注目することが重要である。

### 相互作用
エプレレノンは主に肝臓のシトクロムP450のCYP3A4で代謝される。したがって、 CYP3A4を誘導または阻害する薬剤と相互作用し得る。具体例を挙げると、ケトコナゾールやイトラコナゾールはCYP3A4阻害薬でありエプレレノンの血中濃度を増加させるので併用禁忌である。エリスロマイシン、サキナビル、ベラパミルなどの併用にも注意が要る。
また代替塩、カリウムサプリメント、他のカリウム保持性利尿薬などカリウムの血中濃度を上昇させる薬剤との併用は、高カリウム血症を引き起こす危険がある。

## 作用機序
エプレレノンは抗鉱質コルチコイド薬の一つであり、鉱質コルチコイド受容体（MR）の阻害薬である。化学名は Pregn-4-ene-7,21-dicarboxylic acid, 9,11-epoxy-17-hydroxy-3-oxo, γ-lactone, methyl ester (7α, 11α,17α) であり、スピロノラクトンからは9α,11α-エポキシ架橋と 17α-チオアセチル基のメトキシカルボニル基への置換で得られる。腎臓などの上皮細胞に存在するMRに結合してアルドステロンが血液量を増加させる 事を阻害して血圧を低下させる。エプレレノンのMRへの親和性はスピロノラクトンの10〜20倍低く、in vivo では抗鉱質コルチコイド薬としての能力は低い。しかし、スピロノラクトンとは対照的にアンドロゲン受容体、プロゲステロン受容体、糖質コルチコイド受容体への親和性はほとんどない。非ゲノム的な抗鉱質コルチコイド作用がある事も知られている（膜ミネラロコルチコイド受容体参照）。エプレレノンはスピロノラクトンとは排泄経路が異なり、不活性化物の組成が違う。また血中半減期はスピロノラクトンより短い。

## 薬物動態
エプレレノンの血中半減期は5.00±1.74時間である。糞中に32%、尿中に67%が排泄される。